# Zaginiony w akcji 3
Zaginiony w akcji 3 (ang. Braddock: Missing in Action III) – amerykański film akcji z 1988 roku w reżyserii Aarona Norrisa z Chuckiem Norrisem w roli głównej. Jest to sequel części pierwszej i ostatnia odsłona serii Zaginiony w akcji.

## Obsada
- Chuck Norris jako pułkownik James Braddock
- Aki Aleong jako generał Quoc
- Roland Harrah III jako Van Tan Cang
- Miki Kim jako Lin Tan Cang
- Ron Barker jako Mike
- Jehuda Efroni jako wielebny Polanski
- Floyd Levine jako generał Duncan
- Jack Rader jako Littlejohn
- Melinda Betron jako Thuy

## Fabuła
Mija dwanaście lat od zakończenia wojny w Wietnamie. Pułkownik James Braddock żyje w przekonaniu, że jego żona Lin Tan Cang zginęła w czasie ewakuacji Sajgonu, gdy nieoczekiwanie dowiaduje się od jednego z duchownych, że to nieprawda. Na dodatek ma nastoletniego syna, Vana, który jest także jego dzieckiem. Braddock początkowo nie wierzy tym słowom, ale nabiera przekonania, kiedy szef CIA, Littlejohn stanowczo każe mu zlekceważyć te informacje. W tej sytuacji postanawia wyruszyć do Wietnamu, żeby odszukać rodzinę. Przedostaje się tam z pomocą australijskiego pilota, gdzie po wylądowaniu wielebny Polanski wskazuje mu miejsce ich pobytu. Podczas próby wydostania się z kraju Braddock, Lin i Van zostają schwytani przez żołnierzy generała Quoca, który zabija Lin, a Braddocka i Vana poddaje torturom.
Jakiś czas później Braddockowi udaje się obezwładnić strażników i uwolnić Vana. Postanawiają udać się do misji prowadzonej przez wielebnego Polanskiego, ale generał Quoc uprzedza ich zamiary i bierze wszystkie dzieci znajdujące się w misji do niewoli. Chwyta również wielebnego oraz Vana. Braddock uzbrojony w broń, którą ukrył kilka dni wcześniej, wyrusza im na ratunek. Podczas ataku na obóz generała zabija strażników i uwalnia wszystkich jeńców, których ewakuuje ciężarówką. Jednak ścigani i ostrzeliwani przez helikopter dalszą drogę muszą pokonać na piechotę. W końcu znajdują wietnamski pas startowy, z którego po wyeliminowaniu strażników, Braddock kradnie samolot. W tym samym czasie zostają ostrzelani przez Wietnamczyków, w wyniku czego samolot traci paliwo i rozbija się na granicy kambodżańsko-tajlandzkiej. Żeby utorować drogę na tajlandzką stronę granicy, Braddock atakuje wrogi posterunek graniczny. Tymczasem po jego drugiej stronie znajdują się oddziały amerykańskie, które dopingują pułkownika. Kiedy udaje mu się zabić wszystkich przeciwników, nadciągają posiłki, a wraz z nimi generał Quoc, który przylatuje w bojowym śmigłowcu. W tym samym czasie pojawiają się dwa amerykańskie helikoptery, które stają mu naprzeciw. Braddock i Van wykorzystując sytuację ostrzeliwują Quoca, doprowadzając do zniszczenia jego śmigłowca. Chwilę po tym oddziały znajdujące się po drugiej stronie granicy biegną po rannego Braddocka i dzieci.

## Box office
Film nie odniósł spodziewanego sukcesu i był ostatnią produkcją wytwórni Cannon Films. W ciągu pierwszego weekendu przyniósł ponad 2 200 000 dolarów zysku i zajął pod tym względem piąte miejsce w amerykańskim Box office. Cały dochód filmu tylko w Stanach Zjednoczonych wyniósł ponad 6 000 000 dolarów, co było najsłabszym wynikiem pośród wszystkich filmów z serii. Otrzymał też mieszane recenzje krytyków.